# Législature d'État de Floride
Législature 2020-2022
Capitole de l'État de Floride
La Législature d'État de Floride (en anglais : Florida Legislature) est la  législature bicamérale de l'État américain de Floride. 
La législature est composée de la Chambre des représentants de Floride (120 représentants) et du Sénat de Floride (40 sénateurs). Elle se réunit dans le Capitole de l'État de Floride à Tallahassee.
Après les élections de 2020, le Parti républicain contrôle l'ensemble de la législature, avec une majorité de 24 sièges au Sénat et de 78 sièges à la Chambre des représentants.